# Arnold Jung
Arnold Jung (* 8. Januar 1859 in Jungenthal bei Kirchen (Sieg); † 8. Januar 1911 ebenda) war ein deutscher Unternehmer, Gründer und Alleineigentümer der Arnold Jung Lokomotivfabrik.

## Herkunft und Werdegang
Arnold Jung war der Sohn von Gustav Jung, eines in Kirchen bekannten und angesehenen Inhabers einer Baumwollspinnerei. Schon in seiner Jugend erlebte 
er den Niedergang der ortsansässigen Textilindustrie. Nach dem Besuch des Realgymnasiums in Siegen absolvierte er eine kaufmännische Ausbildung in Mainz. Daran schloss sich der Militärdienst beim 2. Gardedragonerregiment in Berlin-Moabit an. Nun folgte das Studium des Berg- und Hüttenwesens am Polytechnikum Aachen. 1881 wurde er Mitglied im Fachverein der Chemiker und Hüttenleute, dem späteren Corps Montania. 1883 schloss er das Studium ab.
Durch familiäre Kontakte zu dem westfälischen Landtagsabgeordneten Friedrich Harkort und dem bis zur Verstaatlichung ehemaligen Präsidenten der 
Rheinischen Eisenbahn-Gesellschaft Gustav von Mevissen wurde bei Arnold Jung das Interesse an der Eisenbahn und am Lokomotivbau geweckt.

## Wirken
Am 13. Februar 1885 gründete der nun 26-jährige Privatier zusammen mit Christian Staimer in Kirchen (Sieg) die Jung & Staimer Offene Handelsgesellschaft. Dazu konnte er das Gelände und die zum Teil leerstehenden Gebäude der alten Baumwollspinnerei nutzen. Arnold Jung übernahm die kaufmännische Leitung. Christian Staimer war der Konstrukteur und Lokomotivfachmann. Er war noch im Herbst 1884 bei der 
Maschinenfabrik Christian Hagans in Erfurt tätig. Ohne ihn hätte Arnold Jung keine Lokomotiven bauen können. Die Firma begann mit dem Bau von Tenderlokomotiven für Werks- und Feldbahnen. Das blieb für lange Zeit ein Schwerpunkt. Schon ab 1886 wurden Lokomotiven  exportiert.
Leider starb Christian Staimer bereits am 7. April 1888, drei Jahre nach der Gründung. Dies war ein harter Schlag für das Unternehmen. Arnold Jung zahlte der Witwe Ludovika Staimer die Anteile ihres verstorbenen Mannes zurück. Er löste die offene Handelsgesellschaft Jung und Staimer auf und gründete das Unternehmen als Arnold Jung Lokomotiv- und Maschinenfabrik neu. Als Lokomotivfachmann und technischen Leiter konnte er Paul Pillnay gewinnen. Dieser war ebenfalls bei Hagans in Erfurt tätig, wechselte aber für kurze Zeit zur Maschinenbau-Gesellschaft Heilbronn. Paul Pillnay sicherte den weiteren Erfolg des Lokomotivherstellers, der sein Angebot bis hin zu Lokomotiven für die Preußischen Staatseisenbahnen erweitern konnte. Im Jahr 1891 wird die hundertste, 1897 wird die dreihundertste und 1907 wird die tausendste Lokomotive gebaut. 
Als studierter Bergfachmann investierte Arnold Jung auch in Zechen und Bergbaubetriebe. So war er Miteigentümer von Erzgruben wie beispielsweise der Eisen- und Kupferbergwerke Bollnbach in Herdorf. Auch war er Vorstandsmitglied der Gewerkschaft Storch und Schöneberg so wie Gründungsmitglied und Aufsichtsratsvorsitzender der AG Bremerhütte in Geisweid.
Arnold Jung gründete er am 1. Januar 1894 die Jung-Betriebskrankenkasse und übernahm deren Vorsitz. Auch regte er die 1896 erfolgte Gründung einer Fortbildungsschule in Kirchen an. Fortbildungsschulen waren die Vorgänger der heutigen Berufsschulen.
An seinem fünfzigsten Geburtstag im Jahr 1909 wurde Arnold Jung der Titel königlich preußischer Kommerzienrat verliehen. Er nahm den Titel zwar an, untersagte es jedoch allen, Bekannten, Angestellten und Arbeitern ihn mit diesem Titel anzureden.

## Ehe und Familie
Am 11. Oktober 1888 heirateten Arnold Jung und Marie Rauner, die Tochter eines Reeders aus Bremen. Aus der Ehe gingen die beiden Töchter Agnes und Marie-Louise hervor. Der Sohn Gustav starb kurz nach der Geburt.

## Tod
Am 8. Januar 1911 starb Arnold Jung an einer Lungenentzündung. Er wurde auf dem katholischen Kirchspiel-Friedhof in Kirchen beigesetzt.

## Auszeichnungen
- Ernennung zum Kommerzienrat[2]
- Namensgeber für die Arnold-Jung-Straße in Kirchen